# Cornelius Galle le Jeune
Pour les articles homonymes, voir Galle.
Pour les autres membres des familles, voir Philippe Galle, Cornelius Galle l'Ancien et Théodore Galle.
Cornelius Galle le Jeune (né vers 1615 à Anvers et mort le 18 octobre 1678 ibid) est membre d'une famille de graveurs flamands.

## Biographie
Il est le fils de Cornelius Galle l'Ancien qui l'a comme élève. Son trait de dessin est moins affirmé que celui de son père ainsi que de celui de son oncle Théodore Galle. Dans l'école de gravure dirigée par Rubens, les premières gravures associées à l'œuvre du peintre sortent de l'atelier de Philippe Galle et de ses fils. Cornelius Galle le Jeune est alors remarqué par ses portraits qui sont le meilleur de son œuvre.
Il a comme élève Gérard Edelinck.

## Œuvre

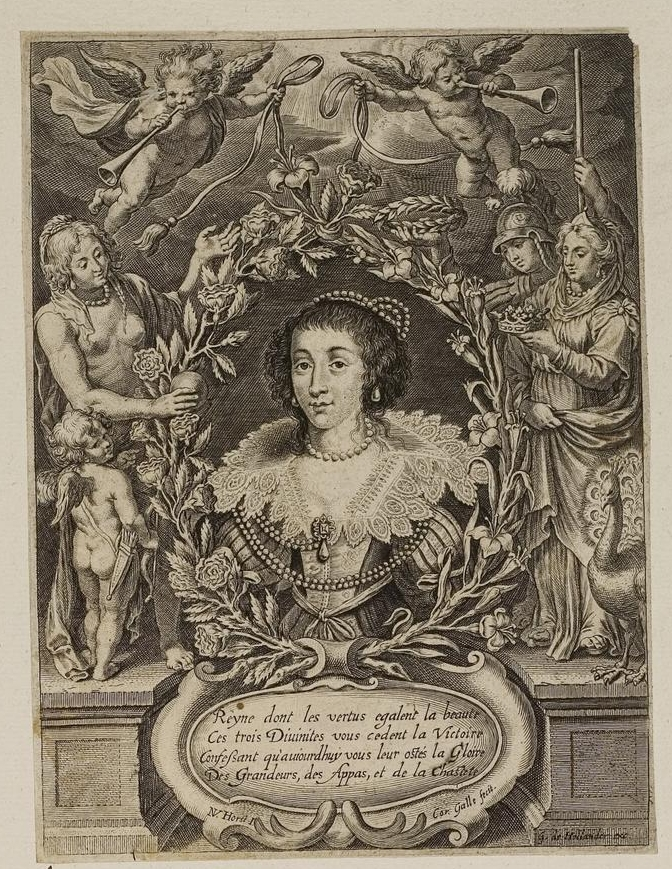
Portrait d'Henriette de Lorraine gravé par Cornelius Galle le Jeune

Dans la description de Rubens et son école, Eugène Dutuit attribue à Cornélius Galle le Jeune de nombreuses gravures des tableaux peints par Rubens et leurs impressions ou éditions. Celles-ci concernent des sujets de l'ancien et nouveau testament, des vierges, des saints et surtout des portraits comme par exemple :
- Chute des anges rebelles [3]
- Judith coupant la tête d'Holopherne
- La Fuite en Égypte
- Ecce Homo
- Petit Christ seul
- Jésus-Christ mort sur les genoux de la Vierge
- Les quatre Pères de l'Église
- Le repos en Égypte, cette pièce passe pour avoir été peinte par Rubens, gravée par Gérard Edelinck et imprimée par Cornelius Galle (le Jeune)[4]
- Saint Martin
- Saint Simon de Valence
- Vénus allaitant les Amours

- Sénèque debout dans le bain
- La Broyeuse de couleurs
- Le Prêtre
- Philippe IV, roi d'Espagne
- Philippe Rubens, frère du peintre

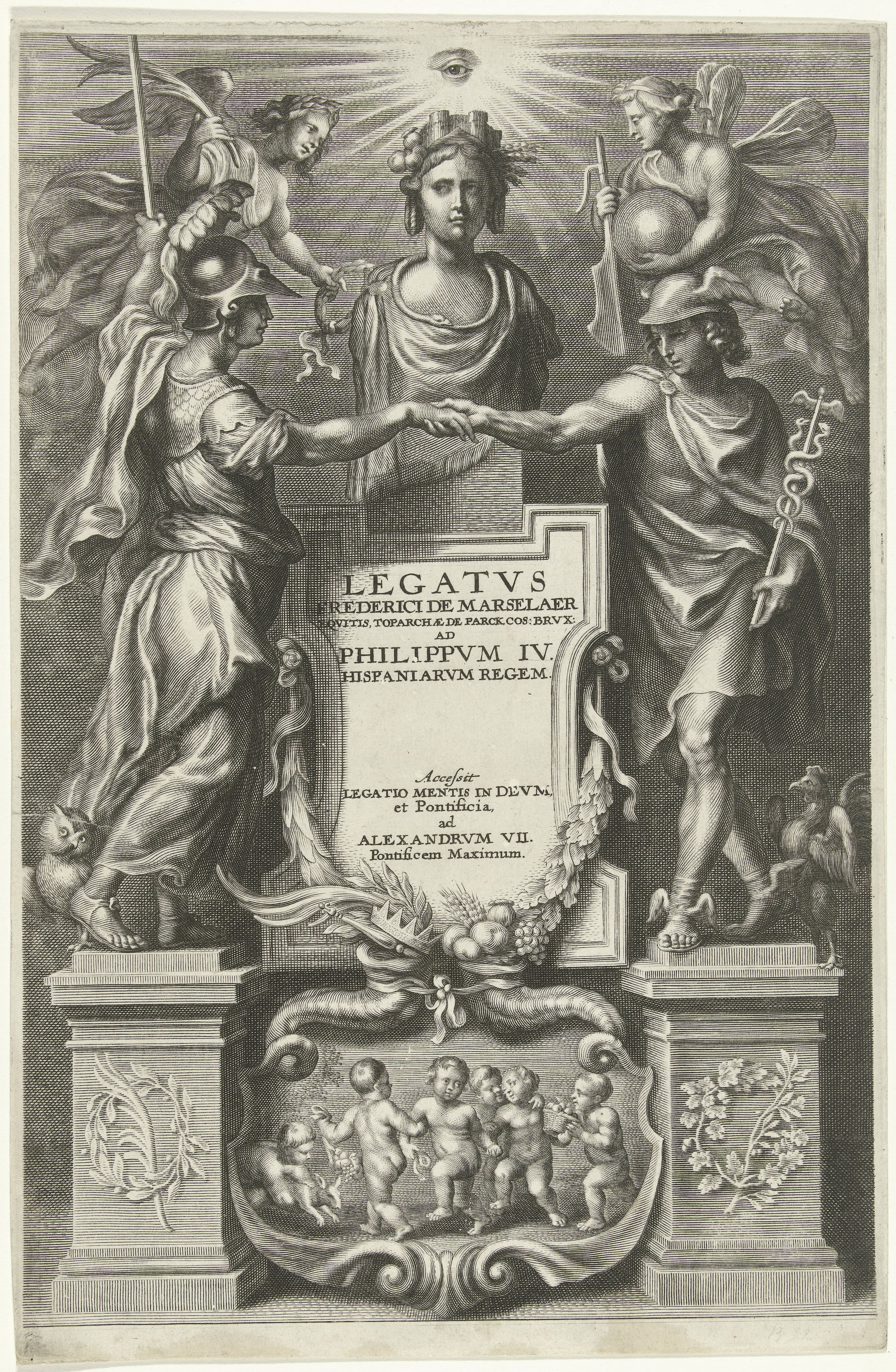
Titre de l'ouvrage Legatus de Frédéric de Marselaer (1666) gravé par Cornelius Galle le Jeune d'après un dessin de Peter Paul Rubens

- Le Comte d'Olivarès, duc de San Lucar[5]
- Suite d'estampes imprimées à Anvers pour des missels, gravées par C. Galle le Vieux puis reprises en copie par Cornélius Galle le Jeune[6]
- des portraits gravés pour Jean Meyssens dont ceux de Ferdinand III empereur, Henriette de Lorraine, Marie d'Autriche, Jean Meyssens, Pappenheim et Taié[7].